# Синтаксис и семантика языка Си
Синтаксис определяет то, как должны правильно записываться языковые конструкции, в то время как семантика определяет значения языковых конструкций. Синтаксис языка Си достаточно сложный, а семантика неоднозначная. Основными двумя особенностями языка на момент его появления были унифицирование работы с массивами и указателями, а также схожесть того, как что-либо объявляется, с тем, как это в дальнейшем используется в выражениях. Однако в последующем эти две особенности языка были в числе наиболее критикуемых, и обе являются сложными для понимания среди начинающих программистов. Стандарт языка, определяя его семантику, не стал слишком сильно ограничивать реализации языка компиляторами, но этим самым сделал семантику недостаточно определённой. В частности, в стандарте есть 3 типа недостаточно определённой семантики: определяемое реализацией поведение, не заданное стандартом поведение и неопределённое поведение.

## Лексемы

### Алфавит языка
В языке используются все символы латинского алфавита, цифры и некоторые специальные символы.
| Символы латинского алфавита | A, B, C, D, E, F, G, H, I, J, K, L, M, N, O, P, Q, R, S, T, U, V, W, X, Y, Z a, b, c, d, e, f, g, h, i, j, k, l, m, n, o, p, q, r, s, t, u, v, w, x, y, z                          |
| Цифры                       | 0, 1, 2, 3, 4, 5, 6, 7, 8, 9 |
| Специальные символы         | , (запятая), ;,. (точка), +, -, *, ^, & (амперсанд), =, ~ (тильда), !, /, <, >, (, ), {, }, [, ], \|, %, ?, ' (апостроф), " (кавычки), : (двоеточие), _ (знак подчёркивания), \, # |

Из допустимых символов формируются лексемы — предопределённые константы, идентификаторы и знаки операций. В свою очередь, лексемы являются частью выражений; а из выражений составляются инструкции и операторы.
При трансляции программы на Си из программного кода выделяются лексемы максимальной длины, содержащие допустимые символы. Если в программе имеется недопустимый символ, то лексический анализатор (или компилятор) выдаст ошибку, и трансляция программы окажется невозможной.
Символ # не может быть частью никакой лексемы и используется в препроцессоре.

### Идентификаторы
Допустимый идентификатор — это слово, в состав которого могут входить символы латинского алфавита, цифры и знак подчёркивания. Идентификаторы даются операторам, константам, переменным, типам и функциям.
В качестве идентификаторов программных объектов не могут использоваться идентификаторы ключевых слов и встроенные идентификаторы. Существуют и зарезервированные идентификаторы, на использование которых компилятор не выдаст ошибок, но которые в будущем могут стать ключевыми словами, что повлечёт за собой несовместимость.
Встроенный идентификатор только один — __func__, который определяется как константная строка, неявно объявляемая в каждой функции и содержащая её название.

### Литеральные константы
Специально оформленные литералы в Си принято называть константами. Литеральные константы могут быть целочисленными, вещественными, символьными и строковыми.
Целые числа по умолчанию задаются в десятичной системе счисления. Если указан префикс 0x, то — в шестнадцатеричной системе. Префикс в виде цифры 0 указывает, что число задаётся в восьмеричной системе. Суффикс определяет минимальный размер типа константы, а также определяет, является ли число знаковым или беззнаковым. В качестве итогового типа берётся такой минимально возможный, в котором данную константу можно представить.
| Суффикс                    | Для десятичных                                | Для восьмеричных и шестнадцатеричных                             |
| -------------------------- | --------------------------------------------- | ---------------------------------------------------------------- |
| Нет                        | int long long long                            | int unsigned int long unsigned long long long unsigned long long |
| u или U                    | unsigned int unsigned long unsigned long long | unsigned int unsigned long unsigned long long                    |
| l или L                    | long long long                                | long unsigned long long long unsigned long long                  |
| u или U вместе с l или L   | unsigned long unsigned long long              | unsigned long unsigned long long                                 |
| ll или LL                  | long long                                     | long long unsigned long long                                     |
| u или U вместе с ll или LL | unsigned long long                            | unsigned long long                                               |

| Десятичный формат | С экспонентой | Шестнадцатеричный формат |
| ----------------- | ------------- | ------------------------ |
| 1.5               | 1.5e+0        | 0x1.8p+0                 |
| 1.5               | 15e-1         | 0x3.0p-1                 |
| 1.5               | 0.15e+1       | 0x0.cp+1                 |

Константы вещественных чисел по умолчанию имеют тип double. При указании суффикса f константе назначается тип float, а при указании l или L — long double. Константа будет считаться вещественной, если в ней присутствует знак точки, либо буквы p или P в случае шестнадцатеричной записи с префиксом 0x. Десятичная запись может включать экспоненту, указываемую после букв e или E. В случае шестнадцатеричной записи экспонента указывается после букв p или P в обязательном порядке, что отличает вещественные шестнадцатеричные константы от целых. В шестнадцатеричном виде экспонента является степенью числа 2.
Символьные константы заключаются в одинарные кавычки ('), а префикс задаёт как тип данных символьной константы, так и кодировку, в которой символ будет представлен. В Си символьная константа без префикса имеет тип int, в отличие от C++, в котором символьной константе соответствует char.
| Префикс | Тип данных | Кодировка                               |
| ------- | ---------- | --------------------------------------- |
| Нет     | int        | ASCII                                   |
| u       | char16_t   | Кодировка 16-битных многобайтовых строк |
| U       | char32_t   | Кодировка 32-битных многобайтовых строк |
| L       | wchar_t    | Кодировка широких строк                 |

Строковые литералы заключаются в двойные кавычки и могут иметь префикс, определяющий тип данных строки и её кодировку. Строковые литералы представляют собой обычные массивы. При этом в многобайтовых кодировках, таких как UTF-8, один символ может занимать более одного элемента массива. По факту строковые литералы являются константными, но в отличие от C++ их типы данных не содержат модификатор const.
| Префикс | Тип данных | Кодировка                         |
| ------- | ---------- | --------------------------------- |
| Нет     | char *     | ASCII или многобайтовая кодировка |
| u8      | char *     | UTF-8                             |
| u       | char16_t * | 16-битная многобайтовая кодировка |
| U       | char32_t * | 32-битная многобайтовая кодировка |
| L       | wchar_t *  | Кодировка широких строк           |

Несколько подряд идущих строковых констант, разделённых пробельными символами или переводами строк объединяются в одну строку при компиляции, что часто используется для оформления кода строки путём разделения частей строковой константы по разным строкам для повышения читабельности.

### Именованные константы
| Макрос                      | # define BUFFER_SIZE 1024                                   |
| Анонимное перечисление      | enum { BUFFER_SIZE = 1024 };                                |
| Переменная в роли константы | const int buffer_size = 1024; extern const int buffer_size; |

В языке Си для задания констант принято использовать макроопределения, объявляемые с помощью директивы препроцессора #define:
#define имя константы [значение]
Введённая таким образом константа будет действовать в области своей видимости, начиная с момента задания константы и до конца программного кода или до тех пор, пока действие заданной константы не будет отменено директивой #undef:
#undef имя константы
Как и для всякого макроса, для именованной константы происходит автоматическая подстановка значения константы в программном коде всюду, где употреблено имя константы. Поэтому при объявлении внутри макроса целых или вещественных чисел может понадобиться явно указывать тип данных с помощью соответствующего суффикса литерала, иначе число по умолчанию будет иметь тип int в случае целого или тип double — в случае вещественного.
Для целых чисел существует другой способ создания именованных констант — через перечисления оператора enum. Однако данный метод подходит только для типов, размером меньших либо равных типу int, и не используется в стандартной библиотеке.
Также можно создавать константы в виде переменных с квалификатором const, но в отличие от двух других способов, такие константы потребляют память, на них можно получить указатель, и их нельзя использовать на этапе компиляции:
- для указания размера битовых полей,
- для задания размера массива (за исключением массивов переменной длины),
- для задания значения элемента перечисления,
- в качестве значения оператора case.

### Ключевые слова
Ключевые слова — это идентификаторы, предназначенные для выполнения той или иной задачи на этапе компиляции, либо для подсказок и указаний компилятору.
| Ключевые слова        | Назначение                                                                                               | Стандарт |
| --------------------- | --- | -------- |
| sizeof                | Получение размера объекта на этапе компиляции                                                            | C89      |
| typedef               | Задание альтернативного имени типу                                                                       | C89      |
| auto, register        | Подсказки компилятору по месту хранения переменных                                                       | C89      |
| extern                | Указание компилятору искать объект вне текущего файла                                                    | C89      |
| static                | Объявление статического объекта                                                                          | C89      |
| void                  | Маркер отсутствия значения; в указателях означает произвольные данные                                    | C89      |
| char, short,int, long | Целочисленные типы и модификаторы их размера                                                             | C89      |
| signed, unsigned      | Модификаторы целочисленных типов, определяющие их как знаковые или беззнаковые                           | C89      |
| float, double         | Вещественные типы данных                                                                                 | C89      |
| const                 | Модификатор типа данных, указывающий компилятору, что переменные этого типа доступны только для чтения   | C89      |
| volatile              | Указание компилятору на возможность изменения значения переменной извне                                  | C89      |
| struct                | Тип данных в виде структуры с набором полей                                                              | C89      |
| enum                  | Тип данных, хранящий одно из набора целочисленных значений                                               | C89      |
| union                 | Тип данных, в котором можно хранить данные в представлениях разных типов данных                          | C89      |
| do, for, while        | Операторы цикла                                                                                          | C89      |
| if, else              | Условный оператор                                                                                        | C89      |
| switch, case, default | Оператор выбора по целочисленному параметру                                                              | C89      |
| break, continue       | Операторы прерывания цикла                                                                               | C89      |
| goto                  | Оператор безусловного перехода                                                                           | C89      |
| return                | Возврат из функции                                                                                       | C89      |
| inline                | Объявление встраиваемой функции                                                                          | C99      |
| restrict              | Объявление указателя, который ссылается на блок памяти, на который не ссылается никакой другой указатель | C99      |
| _Bool                 | Булев тип данных                                                                                         | C99      |
| _Complex, _Imaginary  | Типы, используемые для вычислений с комплексными числами                                                 | C99      |
| _Atomic               | Модификатор типа, делающий его атомарным                                                                 | C11      |
| _Alignas              | Явное задание выравнивания в байтах для типа данных                                                      | C11      |
| _Alignof              | Получение выравнивания для заданного типа данных на этапе компиляции                                     | C11      |
| _Generic              | Выбор одного из набора значений на этапе компиляции, исходя из контролируемого типа данных               | C11      |
| _Noreturn             | Указание компилятору, что функция не может завершаться нормальным образом (то есть по return)            | C11      |
| _Static_assert        | Указание утверждений, проверяемых на этапе компиляции                                                    | C11      |
| _Thread_local         | Объявление локальной для потока переменной                                                               | C11      |

### Зарезервированные идентификаторы
Помимо ключевых слов стандарт языка определяет зарезервированные идентификаторы, использование которых может привести к несовместимости с будущими версиями стандарта. Зарезервированными являются все, за исключением ключевых, слова, начинающиеся со знака подчёркивания (_), после которого идёт либо заглавная буква (A—Z), либо другой знак подчёркивания. В стандартах С99 и С11 часть таких идентификаторов была использована под новые ключевые слова языка.
В области видимости файла зарезервировано использование любых имён, начинающихся со знака подчёркивания (_), то есть со знака подчёркивания допускается именовать типы, константы и переменные, объявленные в рамках какого-либо блока инструкций, например, внутри функций.
Также зарезервированными идентификаторами являются все макросы стандартной библиотеки и связываемые на этапе линковки названия из неё.
Использование зарезервированных идентификаторов в программах стандарт определяет как неопределённое поведение. Попытка отмены любого стандартного макроса через #undef также повлечёт за собой неопределённое поведение.

## Комментарии
Текст программы на Си может содержать фрагменты, которые не являются частью программного кода, — комментарии. Комментарии специальным образом помечаются в тексте программы и пропускаются при компиляции.
Первоначально, в стандарте C89, были доступны встраиваемые комментарии, которые могли помещаться между последовательностями символов /* и */. При этом невозможно вложить один комментарий в другой, поскольку первая встреченная последовательность */ завершит комментарий, а текст, следующий непосредственно за обозначением */, будет воспринят компилятором как исходный текст программы.
Следующий стандарт, C99, ввёл ещё один способ оформления комментариев: комментарием считается текст, начинающийся с последовательности символов // и заканчивающийся концом строки.
Комментарии часто используются для самодокументирования исходного кода, поясняя работу сложных частей, описывая назначение тех или иных файлов, а также описывая правила использования и работу тех или иных функций, макросов, типов данных и переменных. Существуют постпроцессоры, которые умеют преобразовывать специально оформленные комментарии в документацию. Среди таких постпроцессоров с языком Си умеет работать система документирования Doxygen.

## Операторы
Операторы, применяемые в выражениях, представляют собой некоторую операцию, которая выполняется над операндами и которая возвращает вычисленное значение — результат выполнения операции. В качестве операнда может выступать константа, переменная, выражение или вызов функции. Оператор может представлять собой специальный символ, набор специальных символов или служебное слово. Операторы различают по количеству задействованных операндов, а именно — различают унарные операторы, бинарные операторы и тернарные операторы.

### Унарные операторы
Унарные операторы выполняют операцию над единственным аргументом и имеют следующий формат операции:
[оператор] [операнд]
Операции постфиксного инкремента и декремента имеют обратный формат:
[операнд] [оператор]
| + | Унарный плюс  | ~ | Взятие обратного кода | & | Взятие адреса             | ++ | Префиксный или постфиксный инкремент | sizeof   | Получение количества байт, занимаемого объектом в памяти; может использоваться и как операция, и как оператор |
| - | Унарный минус | ! | логическое отрицание  | * | Разыменовывание указателя | -- | Префиксный или постфиксный декремент | _Alignof | Получение выравнивания для заданного типа данных                                                              |

Операторы инкремента и декремента, в отличие от остальных унарных операторов, изменяют значение своего операнда. Префиксный оператор сначала изменяет значение, а затем возвращает его. Постфиксный же сначала возвращает значение, а только потом его изменяет.

### Бинарные операторы
Бинарные операторы располагаются между двумя аргументами и осуществляют операцию над ними:
[операнд] [оператор] [операнд]
| + | Сложение  | %  | Взятие остатка от деления   | <<   | Поразрядный сдвиг влево  | >  | Больше            | == | Равно                       |
| - | Вычитание | &  | Поразрядное И               | >>   | Поразрядный сдвиг вправо | <  | Меньше            | != | Не равно                    |
| * | Умножение | \| | Поразрядное ИЛИ             | &&   | Логическое И             | >= | Больше либо равно | ,  | Последовательное вычисление |
| / | Деление   | ^  | Поразрядное исключающее ИЛИ | \|\| | Логическое ИЛИ           | <= | Меньше либо равно |    |                             |

Также к бинарным операторам в Си относятся лево-присваивающие операторы, которые производят операцию над левым и правым аргументом и заносят результат в левый аргумент.
| =  | Присвоение значения правого аргумента левому | %=  | Остаток от деления левого операнда на правый | ^=  | Поразрядное исключающее ИЛИ правого операнда к левому                                 |
| += | Прибавление к левому операнду правого        | /=  | Деление левого операнда на правый            | <<= | Поразрядный сдвиг левого операнда влево на количество бит, заданное правым операндом  |
| -= | Вычитание из левого операнда правого         | &=  | Поразрядное И правого операнда к левому      | >>= | Поразрядный сдвиг левого операнда вправо на количество бит, заданное правым операндом |
| *= | Умножение левого операнда на правый          | \|= | Порязрядное ИЛИ правого операнда к левому    |     |                                                                                       |

### Тернарные операторы
В Си имеется единственный тернарный оператор — сокращённый условный оператор, который имеет следующий вид:
[условие] ? [выражение1] : [выражение2]
Сокращённый условный оператор имеет три операнда:
- [условие] — логическое условие, которое проверяется на истинность,
- [выражение1] — выражение, значение которого возвращается в качестве результата выполнения операции, если условие истинно;
- [выражение2] — выражение, значение которого возвращается в качестве результата выполнения операции, если условие ложно.

Оператором в данном случае является сочетание знаков ? и :.

## Выражения
Выражение — это упорядоченный набор операций над константами, переменными и функциями. Выражения содержат операции, состоящие из операндов и операторов. Порядок выполнения операций зависит от формы записи и от приоритета выполнения операций. У каждого выражения имеется значение — результат выполнения всех операций, входящих в выражение. В ходе вычисления выражения в зависимости от операций могут изменяться значения переменных, а также могут исполняться функции, если их вызовы присутствуют в выражении.
Среди выражений выделяют класс лево-допустимых выражений — выражений, которые могут присутствовать слева от знака присваивания.

### Приоритет выполнения операций
Приоритет операций определяется стандартом и задаёт порядок, в котором операции будут производиться. Операции в Си выполняются в соответствии приведённой ниже таблице приоритетов.
| Приоритет | Лексемы                        | Операция                                            | Класс       | Ассоциативность |
| --------- | ------------------------------ | --------------------------------------------------- | ----------- | --------------- |
| 1         | a[индекс]                      | Обращение по индексу                                | постфиксный | слева направо → |
| 1         | f(аргументы)                   | Вызов функции                                       | постфиксный | слева направо → |
| 1         | .                              | Доступ к полю                                       | постфиксный | слева направо → |
| 1         | ->                             | Доступ к полю по указателю                          | постфиксный | слева направо → |
| 1         | ++ --                          | Положительное и отрицательное приращение            | постфиксный | слева направо → |
| 1         | (имя типа) {инициализатор}     | Составной литерал (C99)                             | постфиксный | слева направо → |
| 1         | (имя типа) {инициализатор,}    | Составной литерал (C99)                             | постфиксный | слева направо → |
| 2         | ++ --                          | Положительное и отрицательное префиксные приращения | унарный     | ← справа налево |
| 2         | sizeof                         | Получение размера                                   | унарный     | ← справа налево |
| 2         | _Alignof                       | Получение выравнивания (C11)                        | унарный     | ← справа налево |
| 2         | ~                              | Побитовое НЕ                                        | унарный     | ← справа налево |
| 2         | !                              | Логическое НЕ                                       | унарный     | ← справа налево |
| 2         | - +                            | Указание знака (минус или плюс)                     | унарный     | ← справа налево |
| 2         | &                              | Получение адреса                                    | унарный     | ← справа налево |
| 2         | *                              | Обращение по указателю (разыменовывание)            | унарный     | ← справа налево |
| 2         | (имя типа)                     | Приведение типа                                     | унарный     | ← справа налево |
| 3         | * / %                          | Умножение, деление и получение остатка              | бинарный    | слева направо → |
| 4         | + -                            | Сложение и вычитание                                | бинарный    | слева направо → |
| 5         | < >                            | Сдвиг влево и вправо                                | бинарный    | слева направо → |
| 6         | < > <= >=                      | Операции сравнения                                  | бинарный    | слева направо → |
| 7         | == !=                          | Проверка на равенство или неравенство               | бинарный    | слева направо → |
| 8         | &                              | Побитовое И                                         | бинарный    | слева направо → |
| 9         | ^                              | Побитовое исключающее ИЛИ                           | бинарный    | слева направо → |
| 10        | \|                             | Побитовое ИЛИ                                       | бинарный    | слева направо → |
| 11        | &                              | Логическое И                                        | бинарный    | слева направо → |
| 12        | \|\|                           | Логическое ИЛИ                                      | бинарный    | слева направо → |
| 13        | ? :                            | Условие                                             | тернарный   | ← справа налево |
| 14        | =                              | Присвоение значения                                 | бинарный    | ← справа налево |
| 14        | += -= *= /= %= <= >= &= ^= \|= | Операции изменения левого значения                  | бинарный    | ← справа налево |
| 15        | ,                              | Последовательное вычисление                         | бинарный    | слева направо → |

Приоритеты операций в Си не всегда себя оправдывают и иногда приводят к интуитивно трудно предсказуемым результатам. Например, поскольку унарные операторы имеют ассоциативность справа налево, то вычисление выражения *p++ приведёт к увеличению указателя с последующим разыменовыванием (*(p++)), а не к увеличению значения по указателю ((*p)++). Поэтому в случае сложных для понимания ситуаций рекомендуется явно группировать выражения с помощью скобок.

Другой важной особенностью языка Си является то, что вычисление значений аргументов, передаваемых в вызов функции не является последовательным, то есть запятая, разделяющая аргументы, не соответствует последовательному вычислению из таблицы приоритетов. В следующем примере вызовы функций, указываемые в качестве аргументов другой функции, могут идти в произвольном порядке:
```
int
 
x
;

x
 
=
 
compute
(
get_arg1
(),
 
get_arg2
());
 
// первым может быть вызов get_arg2()

```

Также нельзя полагаться на приоритет операций в случае наличия побочных эффектов, появляющихся в ходе вычисления выражения, поскольку это будет приводить к неопределённому поведению.

### Точки следования и побочные эффекты
Приложение C стандарта языка определяет набор точек следования, в которых гарантируется отсутствие текущих побочных эффектов от вычислений. То есть точка следования — это этап вычислений, который разделяет вычисление выражений между собой так, что произошедшие до точки следования вычисления, включая побочные эффекты, уже закончились, а после точки следования — ещё не начинались.
Побочным эффектом может быть изменение значения переменной в ходе вычисления выражения. Изменение значения, участвующего в вычислениях, вместе с побочным изменением этого же значения до следующей точки следования будет приводить к неопределённому поведению. То же самое будет, если происходит два или более побочных изменений одного и того же значения, участвующего в вычислениях.
| Точка следования | Событие до                                      | Событие после                      |
| --- | ----------------------------------------------- | ---------------------------------- |
| Вызов функции | Вычисление указателя на функцию и её аргументов | Вызов функции                      |
| Операторы логического И (&&), ИЛИ (\|\|) и последовательное вычисление (,) | Вычисление первого операнда                     | Вычисление второго операнда        |
| Сокращённый оператор условия (?:) | Вычисление операнда, выступающего условием      | Вычисление 2-го или 3-го операндов |
| Между двумя полными выражениями (не вложенными) | Одно полное выражение                           | Следующее полное выражение         |
| Законченный полный описатель |                                                 |                                    |
| Сразу перед возвратом из библиотечной функции |                                                 |                                    |
| После каждого преобразования, связанного со спецификатором форматированного ввода-вывода                                                                                                   |                                                 |                                    |
| Сразу перед и сразу после каждого вызова функции сравнения, а также между вызовом функции сравнения и любыми перемещениями, выполняемыми над передаваемыми в функцию сравнения аргументами |                                                 |                                    |

Полными выражениями считаются:
- инициализатор, не являющийся частью составного литерала;
- обособленное выражение;
- выражение, указанное в качестве условия условного оператора (if) или оператора выбора (switch);
- выражение, указанное в качестве условия цикла while с предусловием или с постусловием;
- каждый из параметров цикла for, если таковой указан;
- выражение оператора return, если таковое указано.

В следующем примере переменная изменяется трижды между точками следования, что приводит к неопределённому результату:
```
int
 
i
 
=
 
1
;
    
// Описатель - первая точка следования, полное выражение - вторая

i
 
+=
 
++
i
 
+
 
1
;
 
// Полное выражение - третья точка следования

printf
(
"%d
\n
"
,
 
i
);
 
// Может быть выведено как 4, так и 5

```

Другие простые примеры неопределённого поведения, которого необходимо избегать:
```
i
 
=
 
i
++
 
+
 
1
;
 
// неопределённое поведение

i
 
=
 
++
i
 
+
 
1
;
 
// тоже неопределённое поведение

printf
(
"%d, %d
\n
"
,
 
--
i
,
 
++
i
);
 
// неопределённое поведение

printf
(
"%d, %d
\n
"
,
 
++
i
,
 
++
i
);
 
// тоже неопределённое поведение

printf
(
"%d, %d
\n
"
,
 
i
 
=
 
0
,
 
i
 
=
 
1
);
 
// неопределённое поведение

printf
(
"%d, %d
\n
"
,
 
i
 
=
 
0
,
 
i
 
=
 
0
);
 
// тоже неопределённое поведение

a
[
i
]
 
=
 
i
++
;
 
// неопределённое поведение

a
[
i
++
]
 
=
 
i
;
 
// тоже неопределённое поведение

```

## Управляющие операторы
Управляющие операторы предназначены для осуществления действий и для управления ходом выполнения программы. Несколько идущих подряд операторов образуют последовательность операторов.

### Пустой оператор
Самая простая языковая конструкция — это пустое выражение, называемое пустым оператором:
;
Пустой оператор не совершает никаких действий и может находиться в любом месте программы. Обычно используется в циклах с отсутствующим телом.

### Инструкции
Инструкция — это некое элементарное действие:
(выражение);
Действие этого оператора заключается в выполнении указанного в теле оператора выражения.
Несколько идущих подряд инструкций образуют последовательность инструкций.

### Блок инструкций
Инструкции могут быть сгруппированы в специальные блоки следующего вида:
{
(последовательность инструкций)
},
Блок инструкций, также иногда называемый составным оператором, ограничивается левой фигурной скобкой ({) в начале и правой фигурной скобкой (}) — в конце.
В функциях блок инструкций обозначает тело функции и является частью определения функции. Также составной оператор может использоваться в операторах циклов, условия и выбора.

### Условные операторы
В языке существует два условных оператора, реализующих ветвление программы:
- оператор if, содержащий проверку одного условия,
- и оператор switch, содержащий проверку нескольких условий.

Самая простая форма оператора if
if((условие)) (оператор)
(следующий оператор)
Оператор if работает следующим образом:
- если выполнено условие, указанное в скобках, то выполняется первый оператор, и затем выполняется оператор, указанный после оператора if.
- если условие, указанное в скобках, не выполнено, то сразу выполняется оператор, указанный после оператора if.

В частности, следующий ниже код, в случае выполнения заданного условия, не будет выполнять никаких действий, поскольку, фактически, выполняется пустой оператор:
if((условие)) ;
Более сложная форма оператора if содержит ключевое слово else:
if((условие)) (оператор)
else (альтернативный оператор)
(следующий оператор)
Здесь, если условие, указанное в скобках, не выполнено, то выполняется оператор, указанный после ключевого слова else.
Несмотря на то, что стандарт допускает указание тела операторов if или else одной строкой, это считается плохим стилем, снижающим читабельность кода. В качестве тела рекомендуется всегда указывать блок инструкций с помощью фигурный скобок.

### Операторы выполнения цикла
Цикл — это фрагмент программного кода, содержащий
- условие выполнения цикла — условие, которое постоянно проверяется;
- и тело цикла — простой или составной оператор, выполнение которого зависит от условия цикла.

В соответствии с этим, различают два вида циклов:
- цикл с предусловием, где сначала проверяется условие выполнения цикла, и, если условие выполнено, то выполняется тело цикла;
- цикл с постусловием, где проверка условия продолжения цикла происходит после исполнения тела цикла.

Цикл с постусловием гарантирует, что тело цикла выполнится по крайней мере один раз.
В языке Си предусмотрено два варианта циклов с предусловием: while и for.
while(условие) [тело цикла]
for( блок инициализации;условие;оператор) [тело цикла],
Цикл for ещё называется параметрическим, он эквивалентен следующему блоку операторов:
[блок инициализации]
while(условие)
{
[тело цикла]
[оператор]
}
В обычной ситуации блок инициализации содержит задание начального значения переменной, которая называется переменной цикла, а оператор, который выполняется сразу после тела цикла, меняет значения используемой переменной, условие содержит сравнение значения используемой переменной цикла с некоторым заранее заданным значением, и, как только сравнение перестаёт выполняться, цикл прерывается, и начинает выполняться программный код, следующий сразу за оператором цикла.
У цикла do-while условие указывается после тела цикла:
do [тело цикла] while( условие)
Условие цикла — это логическое выражение. Однако неявное приведение типов позволяет использовать в качестве условия цикла арифметическое выражение. Это позволяет организовать так называемый «бесконечный цикл»:
while(1);
То же самое можно сделать и с применением оператора for:
for(;;);
На практике такие бесконечные циклы обычно используются совместно с операторами break, goto или return, которые осуществляют прерывание работы цикла разными способами.
Как и для оператора условия, использование однострочного тела без заключения его в блок инструкций с помощью фигурных скобок считается плохим стилем, снижающим читабельность кода.

### Операторы безусловного перехода
Операторы безусловного перехода позволяют прервать выполнение любого блока вычислений и перейти в другое место программы в рамках текущей функции. Операторы безусловного перехода обычно используются совместно с условными операторами.
goto [метка],
Метка — это некоторый идентификатор, передаёт управление тому оператору, который помечен в программе указанной меткой:
[метка] : [оператор]
Если указанная метка отсутствует в программе или если существует несколько операторов с одной и той же меткой, компилятор сообщает об ошибке.
Передача управления возможна только в пределах той функции, где используется оператор перехода, следовательно, при помощи оператора goto нельзя передать управление в другую функцию.
Другие операторы перехода связаны с циклами и позволяют прервать выполнения тела цикла:
- оператор break немедленно прерывает выполнение тела цикла, и происходит передача управления на оператор, следующий непосредственно сразу за циклом;
- оператор continue прерывает выполнение текущей итерации цикла и инициирует попытку перехода к следующей.

Оператор break также может прерывать работу оператора switch, поэтому внутри оператора switch, запущенного в цикле, оператор break не сможет прервать работу цикла. Указанный в теле цикла, он прерывает работу ближайшего вложенного цикла.
Оператор continue может быть использован только внутри операторов do, while и for. У циклов while и do-while оператор continue вызывает проверку условия цикла, а в случае цикла for — исполнение оператора, заданного в 3-м параметре цикла, перед проверкой условия продолжения цикла.

### Оператор возврата из функции
Оператор return прерывает выполнение той функции, в которой использован. Если функция не должна возвращать значение, то используется вызов без возвращаемого значения:
return;
Если функция должна возвращать какое-либо значение, то после оператора указывается возвращаемое значения:
return[значение];
Если после оператора возврата в теле функции имеются ещё какие-то операторы, то эти операторы никогда не будут выполняться, и в этом случае компилятор может выдать предупреждение. Однако после оператора return могут указываться инструкции для альтернативного завершения функции, например, по ошибке, а переход к этим операторам можно осуществлять с помощью оператора goto согласно каким-либо условиям.

## Переменные
При объявлении переменной указывается её тип и название, а также может указываться начальное значение:
[описатель] [имя] ;
или
[описатель] [имя] = [инициализатор] ;,
где
- [описатель] — тип переменной и предшествующие типу необязательные модификаторы;
- [имя] — имя переменной;
- [инициализатор] — начальное значение переменной, присваиваемое при её создании.

Если переменной не присвоено начальное значение, то в случае глобальной переменной её значение заполняется нулями, а для локальной переменной начальное значение будет неопределённым.
В описателе переменной можно обозначать переменную как глобальную, но ограниченную областью видимости файла или функции, с помощью ключевого слова static. Если переменная объявлена глобальной без ключевого слова static, то обращаться к ней возможно и из других файлов, где требуется объявить данную переменную без инициализатора, но с ключевым словом extern. Адреса таких переменных определяются на этапе компоновки.

## Функции
Функция — это самостоятельный фрагмент программного кода, который может многократно использоваться в программе. Функции могут иметь аргументы и могут возвращать значения. Также функции могут иметь побочные эффекты при своём исполнении: изменение глобальных переменных, работа с файлами, взаимодействие с операционной системой или оборудованием.
Для того, чтобы задать функцию в Си, необходимо её объявить:
- сообщить имя (идентификатор) функции,
- перечислить входные параметры (аргументы)
- и указать тип возвращаемого значения.

Также необходимо привести определение функции, которое содержит блок операторов, реализующих поведение функции.
Отсутствие объявления определённой функции является ошибкой, если функция используется вне области видимости определения, что, в зависимости от реализации, приводит к выдаче сообщений или предупреждений.
Для вызова функции достаточно указать её имя с параметрами, указанными в скобках. При этом адрес точки вызова помещается в стек, создаются и инициализируются переменные, отвечающие за параметры функции, и передаётся управление коду, реализующему вызываемую функцию. После выполнения функции происходит освобождение памяти, выделенной при вызове функции, возврат в точку вызова и, если вызов функции является частью некоторого выражения, передача в точку возврата вычисленного внутри функции значения.
Если после функции не указаны скобки, то компилятор интерпретирует это как получение адреса функции. Адрес функции можно заносить в указатель и в последующем вызывать функцию посредством указателя на неё, что активно используется, например, в системах плагинов.
С помощью ключевого слова inline можно помечать функции, вызовы которых требуется исполнять как можно быстрее. Компилятор может подставлять код таких функций непосредственно в точку их вызова. С одной стороны, это увеличивает объём исполняемого кода, но, с другой, — позволяет экономить время его выполнения, поскольку не используется дорогостоящая по времени операция вызова функции. Однако из-за особенностей построения архитектуры компьютеров, встраивание функций может приводить как к ускорению, так и к замедлению работы приложения в целом. Тем не менее во многих случаях встраиваемые функции являются предпочтительной заменой макросам.

### Объявление функции
Объявление функции имеет следующий формат:
[описатель] [имя] ( [список] );,
где
- [описатель] — описатель типа возвращаемого функцией значения;
- [имя] — имя функции (уникальный идентификатор функции);
- [список] — список (формальных) параметров функции или void при их отсутствии[34].

Признаком объявления функции является символ «;», таким образом, объявление функции — это инструкция.
В самом простом случае [описатель] содержит указание на конкретный тип возвращаемого значения. Функция, которая не должна возвращать никакого значения, объявляется как имеющая тип void.
При необходимости в описателе могут присутствовать модификаторы, задаваемые с помощью ключевых слов:
- extern указывает на то, что определение функции находится в другом модуле➤;
- static задаёт статическую функцию, которая может быть использована только в текущем модуле.

Список параметров функции задаёт сигнатуру функции.
Си не допускает объявление нескольких функций, имеющих одно и то же имя, перегрузка функций не поддерживается.

### Определение функции
Определение функции имеет следующий формат:
[описатель] [имя] ( [список] ) [тело]
Где [описатель], [имя] и [список] — те же, что и в объявлении, а [тело] — это составной оператор, который представляет собою конкретную реализацию функции. Компилятор различает определения одноимённых функций по их сигнатуре, и таким образом (по сигнатуре) устанавливается связь между определением и соответствующим ему объявлением.
Тело функции имеет следующий вид:
{
[последовательность операторов]
return ([возвращаемое значение]) ;
}
Возврат из функции осуществляется с помощью оператора return, у которого либо указывается возвращаемое значение, либо не указывается, в зависимости от возвращаемого функцией типа данных. В редких случаях функция может быть помечена как не делающая возврат с помощью макроса noreturn из заголовочного файла stdnoreturn.h, в таких случаях оператор return не требуется. Например, подобным образом можно помечать функции, безусловно вызывающие внутри себя abort().

### Вызов функции
Вызов функции заключается в выполнении следующих действий:
- сохранение точки вызова в стеке;
- автоматическое выделение памяти➤ под переменные, соответствующие формальным параметрам функции;
- инициализация переменных значениями переменных (фактических параметров функции), переданных в функцию при её вызове, а также инициализация тех переменных, для которых в объявлении функции указаны значения по умолчанию, но для которых при вызове не были указаны соответствующие им фактические параметры;
- передача управления в тело функции.

В зависимости от реализации, компилятор либо строго следит за тем, чтобы тип фактического параметра совпадал с типом формального параметра, либо, если существует такая возможность, осуществляет неявное преобразование типа, что, очевидно, приводит к побочным эффектам.

Если в функцию передаётся переменная, то при вызове функции создаётся её копия (в стеке выделяется память и копируется значение). Например, передача структуры в функцию вызовет копирование всей структуры целиком. Если же передаётся указатель на структуру, то копируется только значение указателя. Передача в функцию массива также вызывает лишь копирование указателя на его первый элемент. При этом для явного обозначения того, что на вход функции принимается адрес начала массива, а не указатель на единичную переменную, вместо объявления указателя после названия переменной можно поставить квадратные скобки, например:
```
void
 
example_func
(
int
 
array
[]);
 
// array — указатель на первый элемент массива типа int

```

Си допускает вложенные вызовы. Глубина вложенности вызовов имеет очевидное ограничение, связанное с размером выделяемого программе стека. Поэтому в реализациях Си устанавливается некое предельное значение для глубины вложенности.
Частный случай вложенного вызова — это вызов функции внутри тела вызываемой функции. Такой вызов называется рекурсивным, и применяется для организации единообразных вычислений. Учитывая естественное ограничение на вложенные вызовы, рекурсивную реализацию заменяют на реализацию при помощи циклов.

### Комментарии
1. ↑  Макрос bool из заголовочного файла stdbool.h является обёрткой над ключевым словом _Bool.
2. ↑  Макрос complex из заголовочного файла complex.h является обёрткой над ключевым словом _Complex.
3. ↑  Макрос imaginary из заголовочного файла complex.h является обёрткой над ключевым словом _Imaginary.
4. ↑  Макрос alignas из заголовочного файла stdalign.h является обёрткой над ключевым словом _Alignas.
5. 1 2  Макрос alignof из заголовочного файла stdalign.h является обёрткой над ключевым словом _Alignof.
6. ↑  Макрос noreturn из заголовочного файла stdnoreturn.h является обёрткой над ключевым словом _Noreturn.
7. ↑  Макрос static_assert из заголовочного файла assert.h является обёрткой над ключевым словом _Static_assert.
8. ↑  Макрос thread_local из заголовочного файла threads.h является обёрткой над ключевым словом _Thread_local.